# Белджем (селище, Вісконсин)
Белджем (англ. Belgium) — селище (англ. village) в США, в окрузі Озокі штату Вісконсин. Населення — 2421 особа (2020).

## Географія
Белджем розташований за координатами 43°30′9″ пн. ш. 87°50′51″ зх. д. / 43.50250° пн. ш. 87.84750° зх. д. (43.502512, -87.847448). За даними Бюро перепису населення США в 2010 році селище мало площу 6,27 км², уся площа — суходіл. В 2017 році площа становила 5,58 км², уся площа — суходіл.

## Демографія
Згідно з переписом 2010 року, у селищі мешкало 2245 осіб у 817 домогосподарствах у складі 608 родин. Густота населення становила 358 осіб/км². Було 848 помешкань (135/км²).
Расовий склад населення:
| - 94,5 % — білих - 0,9 % — азіатів - 0,4 % — корінних американців - 0,4 % — чорних або афроамериканців - 2,9 % — осіб інших рас |

До двох чи більше рас належало 0,8 %. Частка іспаномовних становила 5,2 % від усіх жителів.
За віковим діапазоном населення розподілялося таким чином: 29,7 % — особи молодші 18 років, 62,0 % — особи у віці 18—64 років, 8,3 % — особи у віці 65 років та старші. Медіана віку мешканця становила 35,0 року. На 100 осіб жіночої статі у селищі припадало 104,3 чоловіків; на 100 жінок у віці від 18 років та старших — 100,9 чоловіків також старших 18 років.
Середній дохід на одне домашнє господарство становив 68 939 доларів США (медіана — 67 794), а середній дохід на одну сім'ю — 74 472 долари (медіана — 74 000). Медіана доходів становила 50 495 доларів для чоловіків та 48 264 долари для жінок. За межею бідності перебувало 4,2 % осіб, у тому числі 7,2 % дітей у віці до 18 років та 3,7 % осіб у віці 65 років та старших.
Цивільне працевлаштоване населення становило 1108 осіб. Основні галузі зайнятості: виробництво — 35,6 %, освіта, охорона здоров'я та соціальна допомога — 20,1 %, мистецтво, розваги та відпочинок — 9,2 %, науковці, спеціалісти, менеджери — 7,9 %.